# 燕麥餅
燕麥餅（英語：Oatcake）是一種類似脆餅或餅乾的麵餅，有些種類比較像美式鬆餅。燕麥餅以燕麥片為主要材料，有時也會添加中筋或全麥麵粉， 可以用平板爐 或烤爐烹調。

## 歷史

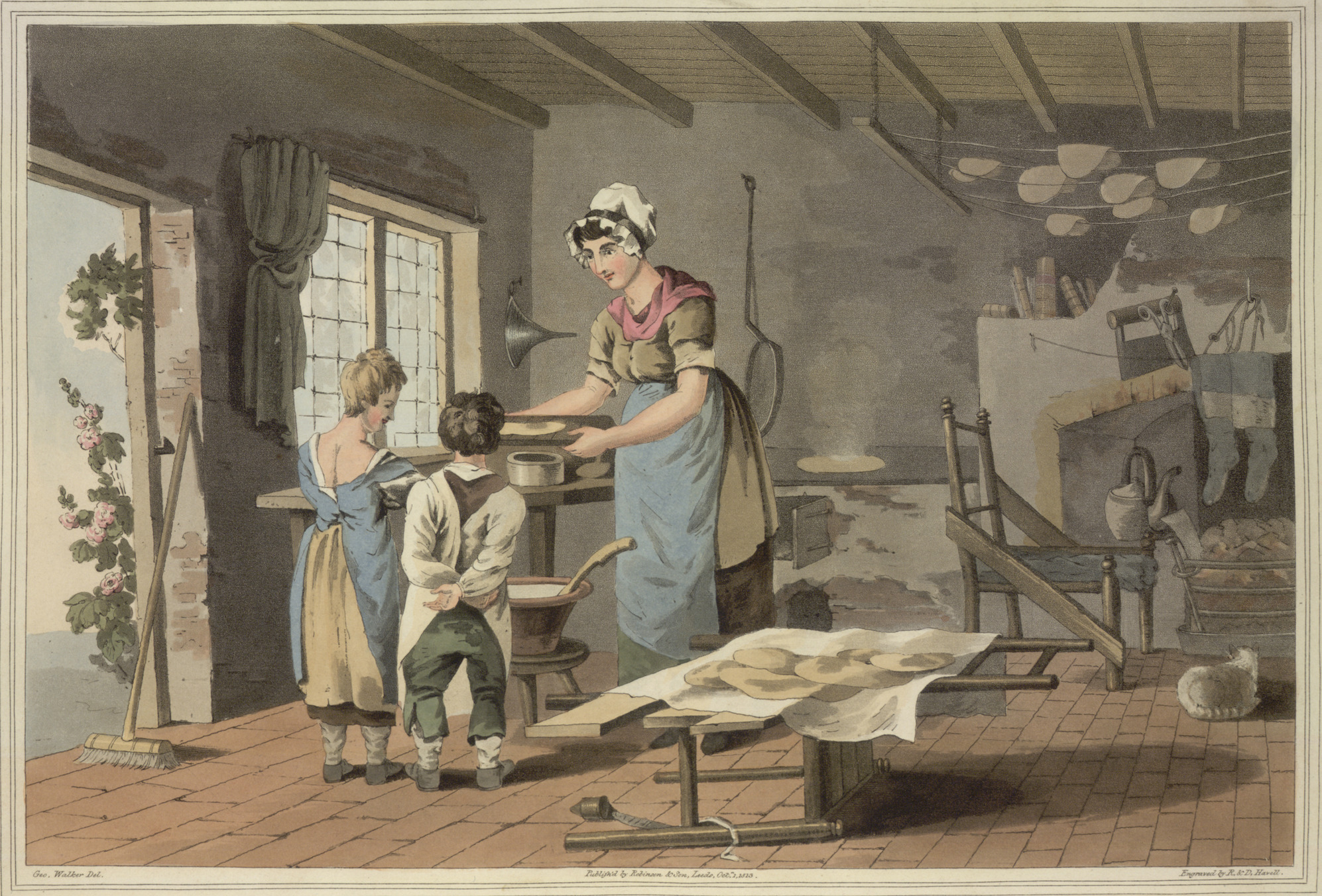
製作燕麥餅的女人，喬治·沃克繪 (George Walker，1781–1856）。圖片取自《約克郡服飾》

早在公元43年，羅馬征服不列顛時期，蘇格蘭就已經有燕麥餅的文獻紀載；燕麥餅可能在更早之前就已經出現。燕麥餅也被譽為「數百年來蘇格蘭麵包的支柱」。
1357年-1360年，讓·勒貝勒（Jean Le Bel）描述貝居安修會的修女們會「製作小煎餅，而不做常見的威化餅」，这也被認為是在描述蘇格蘭的燕麥餅。

## 各地差異
各地的燕麥餅主要區別是烹調方式不同。

### 英國
燕麥餅虽然被當作典型的蘇格蘭食品，但在英國各地的制作歷史都很悠久。 燕麥餅在蘇格蘭可以取代早餐的吐司。
英國女王伊莉莎白二世通常以蘇格蘭燕麥餅作早餐。 其中蘇格蘭皇家 (Walkers) 的燕麥餅曾獲得伊莉莎白二世頒發的皇家委任認證。 英國前首相大衛·卡麥隆曾表示蘇格蘭燕麥餅是他最愛的糕餅。

#### 英格蘭
1790年左右，《通用英語工商貿名錄》（The Universal British Directory of Trade, Commerce and Manufacture）紀載弗內斯有一種燕麥薄餅，而蘭開夏有另一種添加膨鬆劑的燕麥餅，稱作「riddle bread」。 史丹佛郡燕麥餅則與蘇格蘭的燕麥餅差異極大，型態比較像煎薄餅，燕麥粉裡摻了不少麵粉。 約克郡的燕麥餅烹調時不會翻面，而且餅皮表面有氣泡。
威靈頓公爵的軍團被暱稱為「Havercakes」，因為他們的招募軍士在招募士兵之際，會用軍刀戳起燕麥餅。

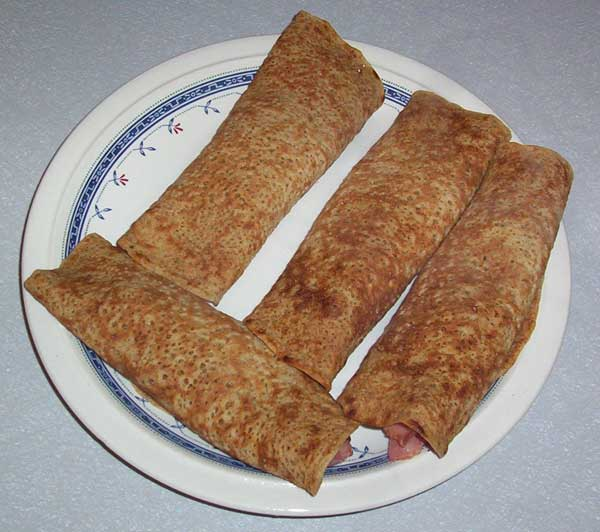
史丹佛郡燕麥餅
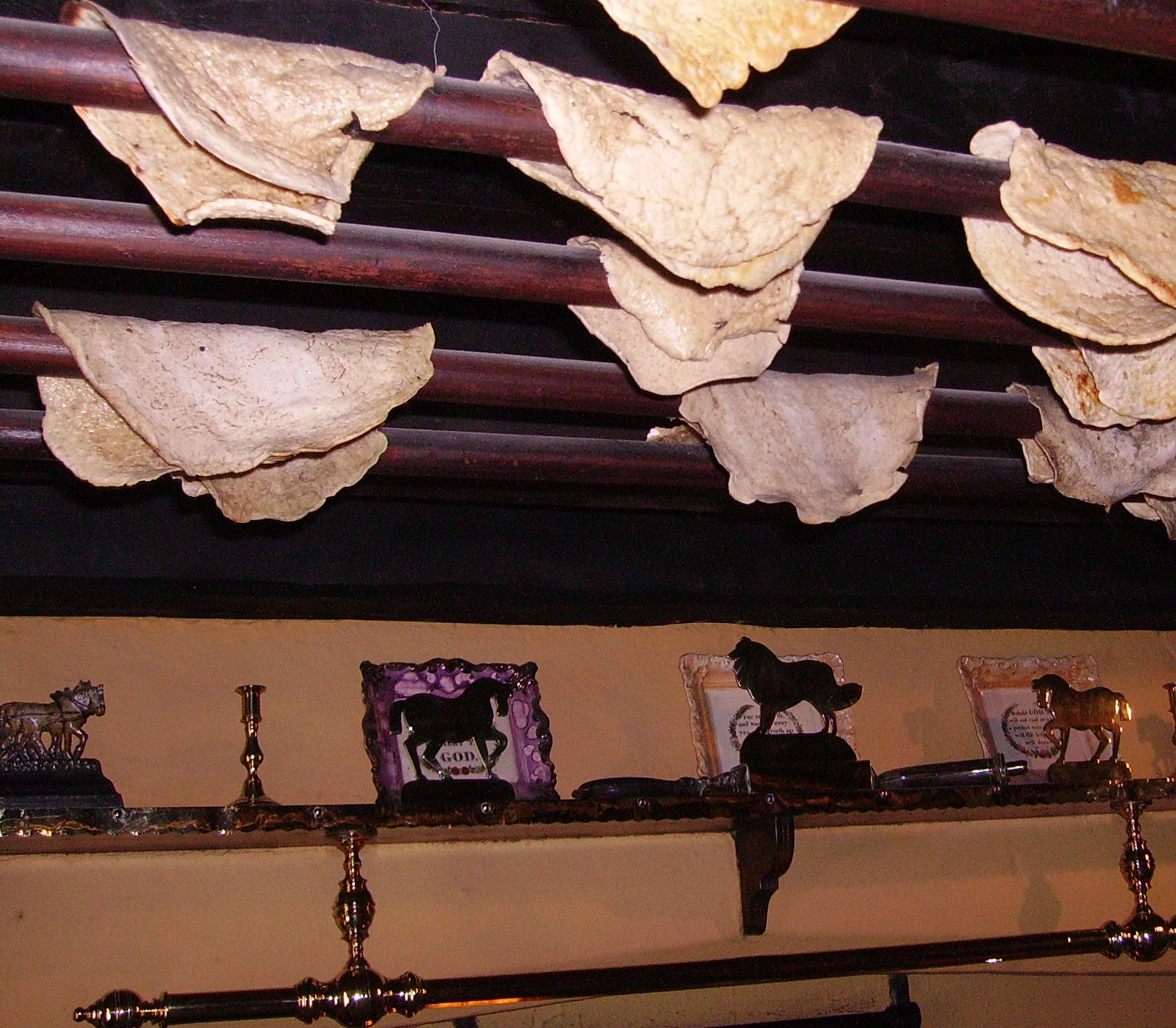
英國Beamish博物館展示的燕麥餅

#### 蘇格蘭
蘇格蘭的燕麥餅在平板爐上烹調，也會把燕麥餅做成圓形，放在烤盤上烤熟。如果太大塊，燕麥餅會在烘烤前被切成四塊（farls）。燕麥是少數在蘇格蘭北方長得好的穀物，一直到20世紀都還是主食。
14世紀的蘇格蘭士兵會攜帶金屬盤子和一袋燕麥粉。當時紀載：「士兵會把金屬盤子用火加熱，燕麥和入液體製成餅乾裹腹。」因此蘇格蘭人可以比普通人行軍更久。
塞繆爾·詹森曾在他出版的字典描述過這種必備食品：
A grain, which in England is generally given to horses, but in Scotland supports the people.
根據華特·司各特爵士，艾利班克勛爵（Lord Elibank）反駁道：
Yes, and where else will you see such horses and such men?
燕麥質地粗糙或細緻取決於燕麥磨碎的方式，燕麥餅的口感則取決於烹調時間的長短與水分含量。傳統上，蘇格蘭人每餐都會吃燕麥餅，作為醣類主要攝取源。19世紀以后，燕麥餅常與湯、肉和魚類一起食用。時至今日，燕麥餅已被作為早餐吐司和麵包的替代品。

目前市面上可買到各種品牌的燕麥餅，如Nairn's、Stockan's、Paterson's和蘇格蘭皇家（Walkers）。 除了大量製造的商業品牌， 也有很多當地烘焙師以燕麥餅為基礎，製作多種商品。

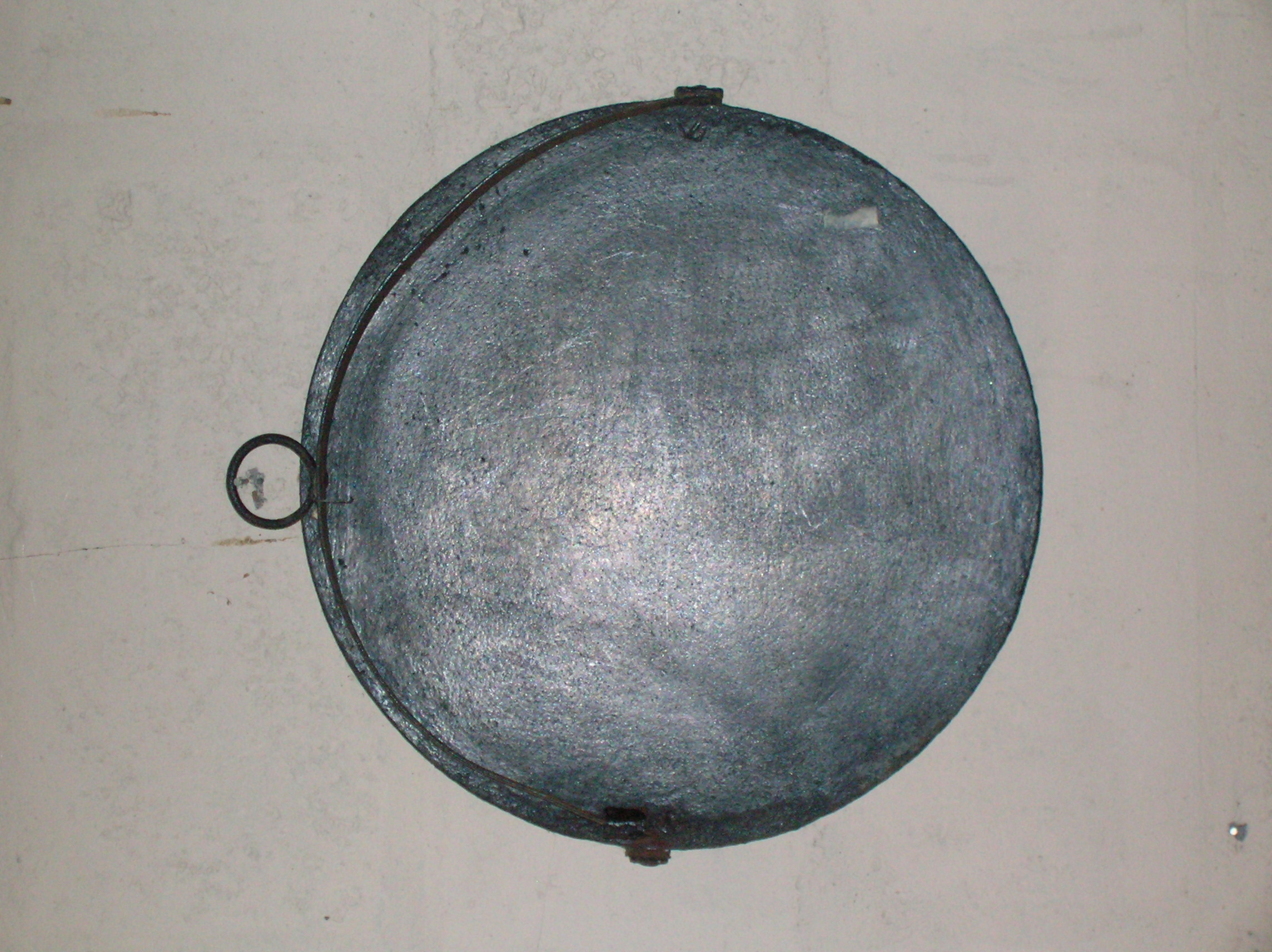
北愛爾郡達爾加文磨坊（Dalgarven Mill）的煎盤，用來烘烤燕麥餅和如班諾克麵包等食物
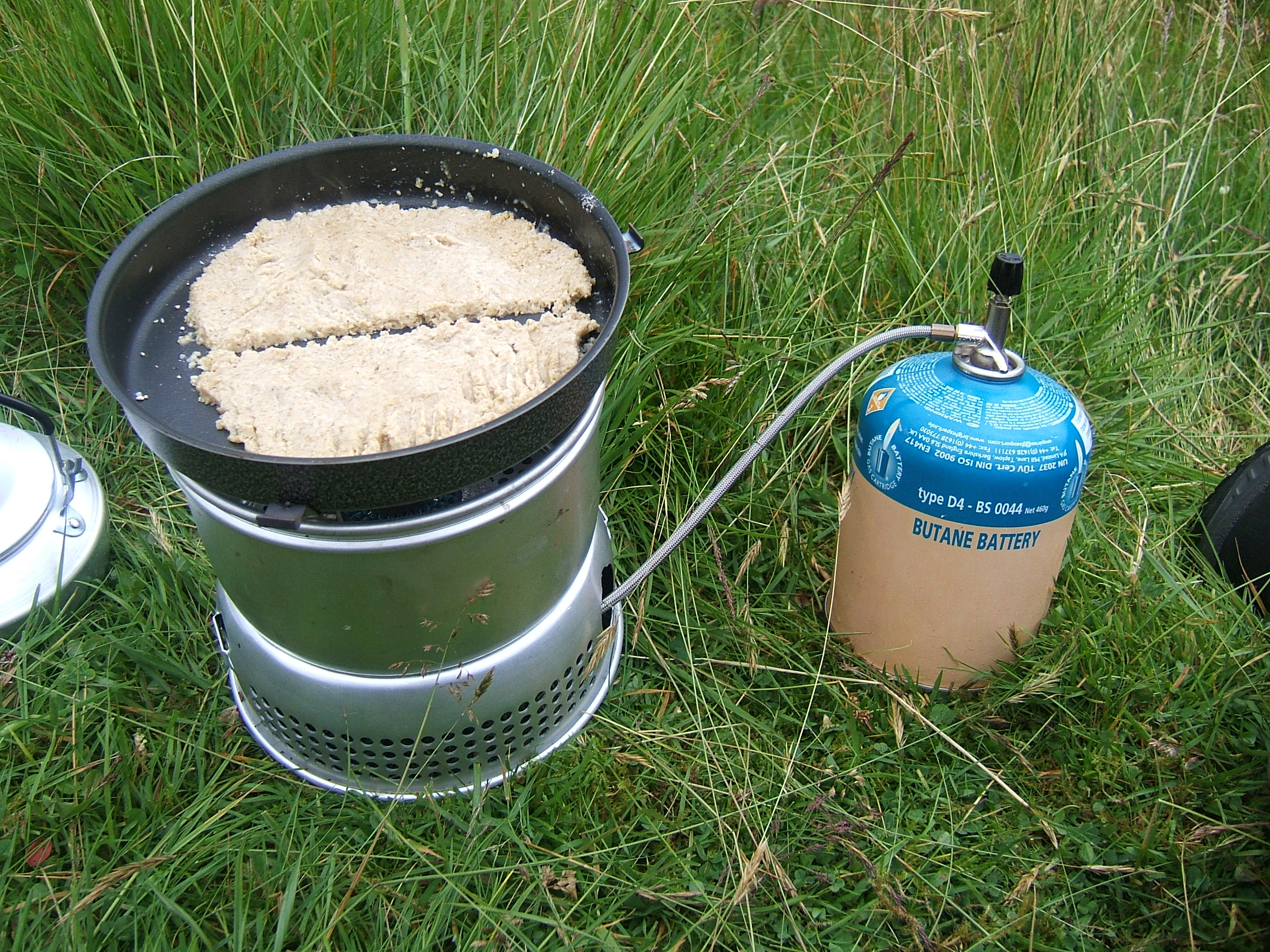
戶外烹調的燕麥餅
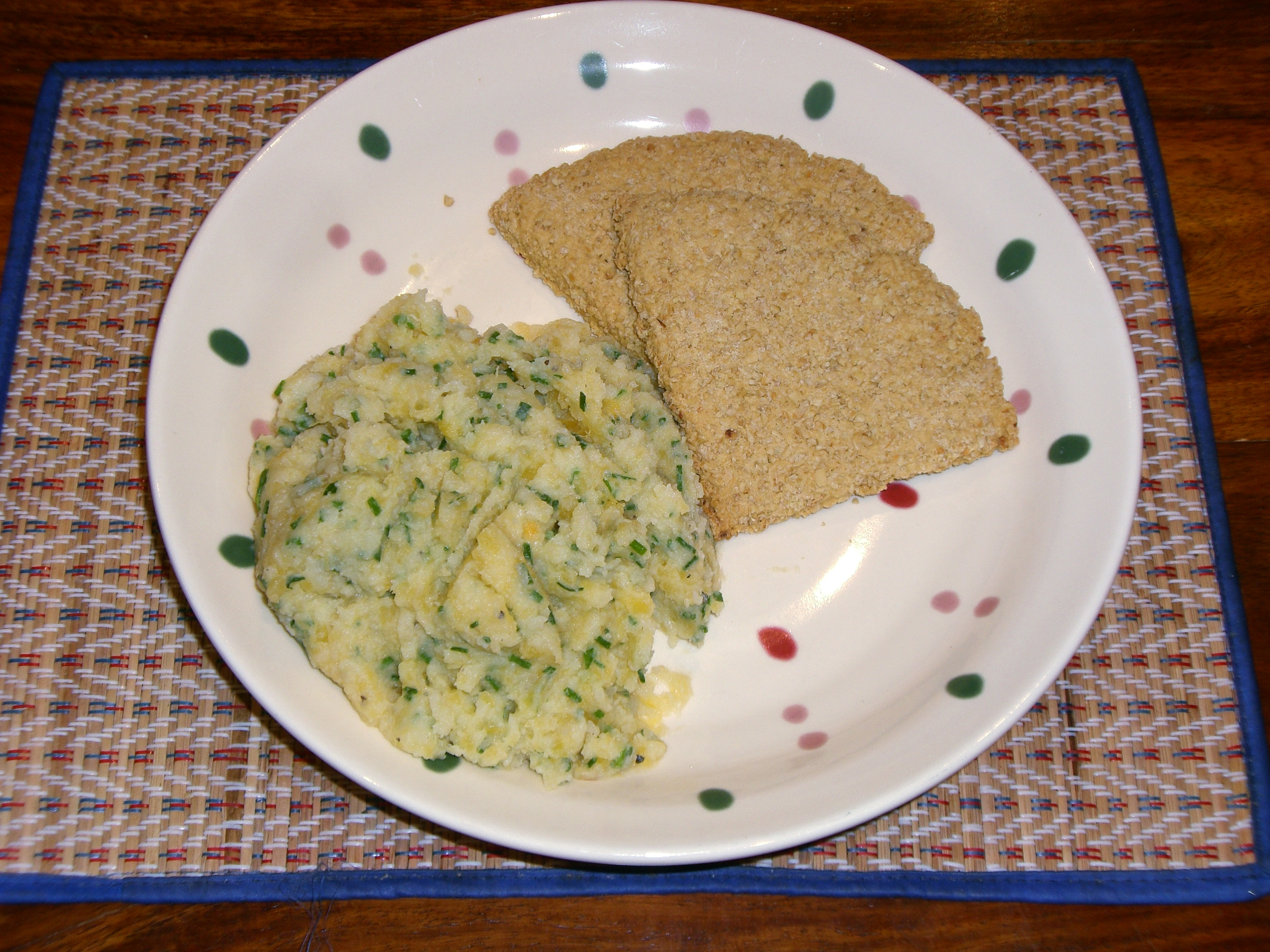
配「clapshot」的燕麥餅（上方）

#### 威爾斯
威爾斯的燕麥餅比較像鹹味薄餅。有時會捏碎，拿來製作「brewis」。

### 愛爾蘭

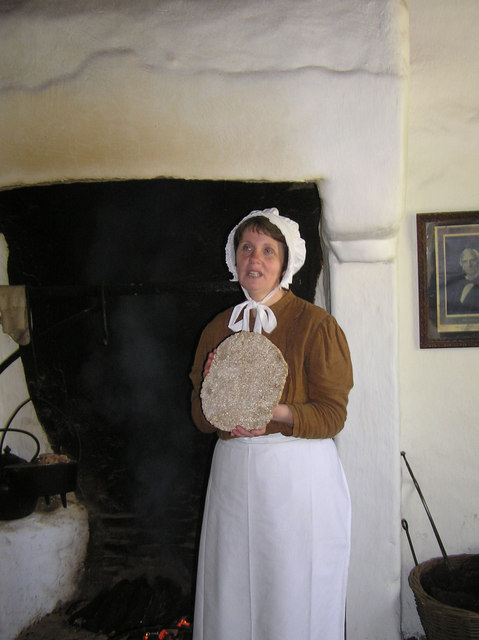
北愛爾蘭奧馬附近蒂龍郡的Ulster American Folk Park員工演示如何製作燕麥餅。

愛爾蘭與蘇格蘭有共通的文化傳統，因此兩地的燕麥餅很相似。 Ditty's 是北愛爾蘭知名的燕麥餅品牌。

### 加拿大
新大陸的蘇格蘭移民將這種可以保存很久的食物傳入加拿大。1775年載著移民前往愛德華王子島省的HMS Elizabeth 的一份日誌記載：「船隻在即將到達目的地前受到暴風雨襲擊，所幸船員和移民都活了下來，靠著救生艇到達島上，暴風雨足足持續了三天才結束。倖存者回到船上找糧食和財物時，發現好幾桶燕麥及少數食物還沒被沖走。燕麥沾滿沙子和海水，但阻止不了他們用煎鍋做燕麥餅吃，這是幾天來的第一餐。」其中一位移民在日誌寫下：「雖然外焦內生，我仍覺得這是人生中吃到最美妙的一口食物。」
在加拿大，燕麥餅可搭配果醬或乳酪，甜鹹皆宜。

## 延伸閱讀
- Sinclair, Molly. Scottish Heritage Cookbook （页面存档备份，存于）. Heritage Cookbooks. Mission San Jose, California: 1990.

## 外部連結
- Oatcakes recipes （页面存档备份，存于） from BBC Food